# Willem Oltmans
Willem Leonard Oltmans, né le 10 juin 1925 à Huizen et mort le 30 septembre 2004 à Amsterdam, était un écrivain et journaliste néerlandais.  

## Biographie
Après avoir interviewé Sukarno (1956), Oltmans fut et restait un cheveu dans la soupe de la politique étrangère officielle des Pays-Bas. Initialement formé à la diplomatie, on a tenté de rendre son travail impossible, même en tant que journaliste. Il a mené une longue procédure judiciaire, impliquant la famille royale, contre l'État. L'État néerlandais a dû lui verser une indemnité de 8 millions de florins à la fin de sa vie.  
Oltmans a écrit de nombreux livres, pour la plupart sur des politiques délicats (la Nouvelle-Guinée, l'Indonésie, l'Afrique du Sud, l'URSS, le Club de Rome, l'influence du monde des affaires sur la politique néerlandaise, e.a.), ainsi que des journaux intimes très volumineux. 
Il a également été l'un des premiers à enquêter sur un complot d'assassinat contre John F. Kennedy (il jouait un rôle de soutien dans le film "JFK" d'Oliver Stone; celle de George de Mohrenschildt). 